# Jewelry Box
Albums de T-ara
Treasure Box
(2013)
Singles
Jewelry Box est le 1er album de T-ara, sorti au Japon le 6 juin 2012. Il sort au format CD, CD+DVD+Photobook diamond et CD+DVD saphire. Il arrive 2e à l'Oricon. Il se vend à 57 102 exemplaires la première semaine et reste classé 17 semaines pour un total de 100 712 exemplaires vendus.

## Liste des titres
| 1.  | Bo Peep Bo Peep (Japanese ver.)                                                              |  |
| 2.  | yayaya (Japansese ver.)                                                                      |  |
| 3.  | U~eironi (Japanese ver.) (ウェイロニ)                                                        |  |
| 4.  | Keep Out                                                                                     |  |
| 5.  | Apple is A (Japanese ver.)                                                                   |  |
| 6.  | T.T.L ~Time to Love~ (Japanese ver.)                                                         |  |
| 7.  | Roly-Poly (Japanese ver.)                                                                    |  |
| 8.  | LOVE ME! ~Anata no Sei de Kurui Sou (Japanese ver.) (あなたのせいで狂いそう)                 |  |
| 9.  | Keojitmal ~Uso~ (Japanese ver.) (コジンマル～嘘～)                                           |  |
| 10. | Breaking Heart ~Watashi ga Totemo Itakute (Japanese ver.) (Breaking Heart ~私がとても痛くて) |  |
| 11. | Cry Cry (Japanese ver.)                                                                      |  |
| 12. | Lovey-Dovey (Japanese ver.)                                                                  |  |
| 13. | T-ARATiC MAGiC MUSiC                                                                         |  |

| 1. | T-ARA X'mas Premium Live |  |

| 1. | History of T-ARA |  |